# В этом городе все сумасшедшие
«В этом городе все сумасшедшие» — четвёртый студийный альбом группы «Uma2rmaH», выпущенный 11 апреля 2011 года на музыкальном лейбле «Velvet Music».
В подарочное издание альбома вошли 15 новых песен и 3 бонусных трека: «А знаешь, всё ещё будет» (песня А. Пугачёвой), «Свеча» (песня группы «Машина времени»), «Объясни мне» (вместе с группой «После 11»), а также 20-страничный буклет с фотографиями.
Диск дебютировал на 22-м месте в российском хит-параде «Россия Топ 25. Альбомы».
Песня «Мама» посвящена теракту в Беслане.

## Отзывы критиков
Дмитрий Прочухан (NewsMuz) отметил некоторые юмористические композиции («Лузер», «После седьмой») и неугасающий талант группы к сочинению трогательных баллад, но посчитал, что безоговорочных хитов на пластинке нет: «В новом альбоме группы „Уматурман“ слишком мало самого сумасшествия, которое обозначено в заголовке пластинки. Так что уже назрела необходимость в поиске новых, пусть даже экспериментальных музыкальных идей».

## Список композиций
1. Не поминайте лихом
2. В городе дождь
3. Русский колорит
4. Мама
5. Лузер
6. Ты вернешься
7. После седьмой
8. В этом городе все сумасшедшие
9. В твоих глазах
10. В пролесье
11. Оля из сети
12. Разметало
13. Не жди
14. Тебе понравится
15. Я так и не узнал
16. А знаешь, всё ещё будет
17. Свеча
18. Объясни мне (при участии «После 11»)